# 강을준
강을준(姜乙俊, 1965년 9월 23일~)은 대한민국 프로농구단 전 창원 LG 세이커스의 감독이자 전 고양 오리온 오리온스의 감독이다.

## 출신 학교
- 마산고등학교
- 고려대학교

## 선수 시절
마산고등학교와 고려대학교를 졸업한 후 실업팀인 삼성전자에서 선수로 활약했다. 포지션은 센터였다.

## 지도자 시절
은퇴 이후 진효준 감독의 추천을 받아 명지대학교 농구부 감독을 맡게 되었다. 명지대 감독 시절 명지대 사상 처음으로 명지대 농구부의 38년만에 대학종별선수권 우승 및 2년 연속 우승을 통해 2008년에 창원 LG 세이커스 감독으로 취임하였다. 재임 기간 중 정규리그 5위-4위-5위 겸 3년 연속 6강 플레이오프에 올리면서 선전했으나 우승을 원하는 구단의 방향성이 다르면서 2010-2011 시즌 종료 이후 계약만료로 팀을 떠났다. 후임으로 자신의 대학과 실업 시절 대선배였던 김진 감독이 부임했다. LG 감독 퇴임 이후 2012년 MBC 스포츠 플러스 해설위원을 시작으로 방송해설로 자리를 잡더니 2013년 9월13일부터 KBS 해설위원에 선임되었고 2014년부터 광신고 감독으로 부임한 뒤 2016년말 MBC 스포츠 플러스 해설위원을 맡았다. 그 시기 KBL 기술위원을 맡기도 했다. 2020년 4월 28일, 추일승 감독 후임의 고양 오리온 오리온스 감독으로 부임하면서 2년 연속 플레이오프로 선전했다. 2020 KBL 컵 우승을 이끌기도 했다. 하지만, 오리온의 구단 매각으로 인한 마지막 감독이 되면서 불의로 떠나게 되었다.

## 에피소드
- 2008-2009 시즌 중 어느 경기에서 미국인 주포 아이반 존슨이 공수에서 부진을 보이며 패색이 짙어지자 작전타임 도중 존슨에게 "아이반, 니가 갱기를 다 망치고 있어"라고 마산 사투리로 호통을 쳤는데, 이 후 네티즌들은 문자중계에서 특정 LG 선수의 부진으로 패한 날에는 "○○○ 니가 갱기를 다 망치고 있어" (예:문태영, 니가 갱기를 다 망치고 있어)라는 말을 적게 되었다.
- LG 감독으로 마지막 게임이었던 2010-2011 시즌 6강 플레이오프에서 문태영에게 욕심을 보이자 쓴소리를 했다. 이것도 마산 사투리가 있었는데 네티즌들의 밈이 작용하기도 했다. 어록 중 "우리는 영웅이 필요없다 그랬지?? 성리가 우선이라 그랬찌?? 성리했을 때 영웅이 나타나."고 있다. 오죽했으면 무영웅론이라는 신조어가 등장했다.